# Fromage fermier de Corse
Le fromage fermier de Corse est un fromage fermier classique fabriqué en Corse par le berger lui-même à partir du seul lait de son troupeau sur le lieu même de son exploitation.
Comme ailleurs en France, le paysan producteur fermier corse est agriculteur (éleveur de bétail), transformateur (fromager) et commerçant. Il écoule ses fromages majoritairement en vente directe du fait du faible volume de production et du nombre élevé de producteurs fermiers corses ; les transactions s'effectuant aux marchés et à la ferme. 

## Fabrication
Les producteurs fermiers transforment leur lait cru de chèvre, de brebis ou de mélange des deux, selon des techniques traditionnelles, fermières et non industrielles. Le lait utilisé est uniquement celui produit par le bétail de l'éleveur, en plaine ou en montagne. Le lait est transformé sur le lieu même de la traite, généralement dans les bergeries.
Les troupeaux sont élevés en liberté. Leur alimentation se fait au gré du parcours. La production fermière est saisonnière, les mises bas ayant lieu en automne et en hiver.

## Production
En 2009, environ 800 tonnes de fromages fermiers sont produites chaque année en Corse, sans compter la production du brocciu qui est issu de la fabrication de ces fromages. La production fait vivre plus de 300 familles.

## Commercialisation
Les fromages fermiers sont revêtus du macaron Casgiu Casanu permettant d'authentifier le produit quand ils sont destinés à la commercialisation.

## La défense du produit
Des associations régionales d'éleveurs-producteurs se sont créées avec des buts quasi identiques : la défense des éleveurs et la promotion de leurs produits. 

### Casgiu Casanu

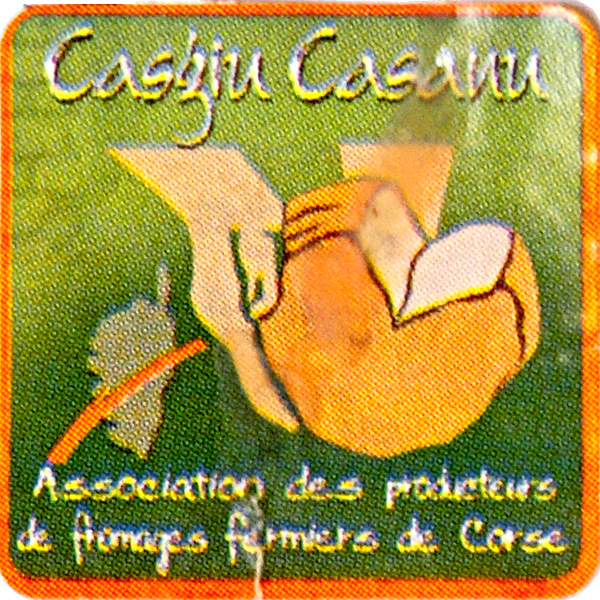
Macaron Casgiu Casanu

Casgiu Casanu  est une association régionale des producteurs de fromages fermiers de Corse. Elle a été créée en 1999 à l'initiative des éleveurs-producteurs-fermiers. Les adhérents sont signataires d'une charte. L'association a pour mission de vérifier le respect du cahier des charges de la marque  collective « Casgiu Casanu ». Elle contrôle inopinément sur place et dans les commerces les produits porteurs du  macaron « Casgiu Casanu » délivré par l'association.
L'association a son siège à Riventosa. En 2010, elle regroupe 120 producteurs fermiers de toute la Corse.

### U Casgile

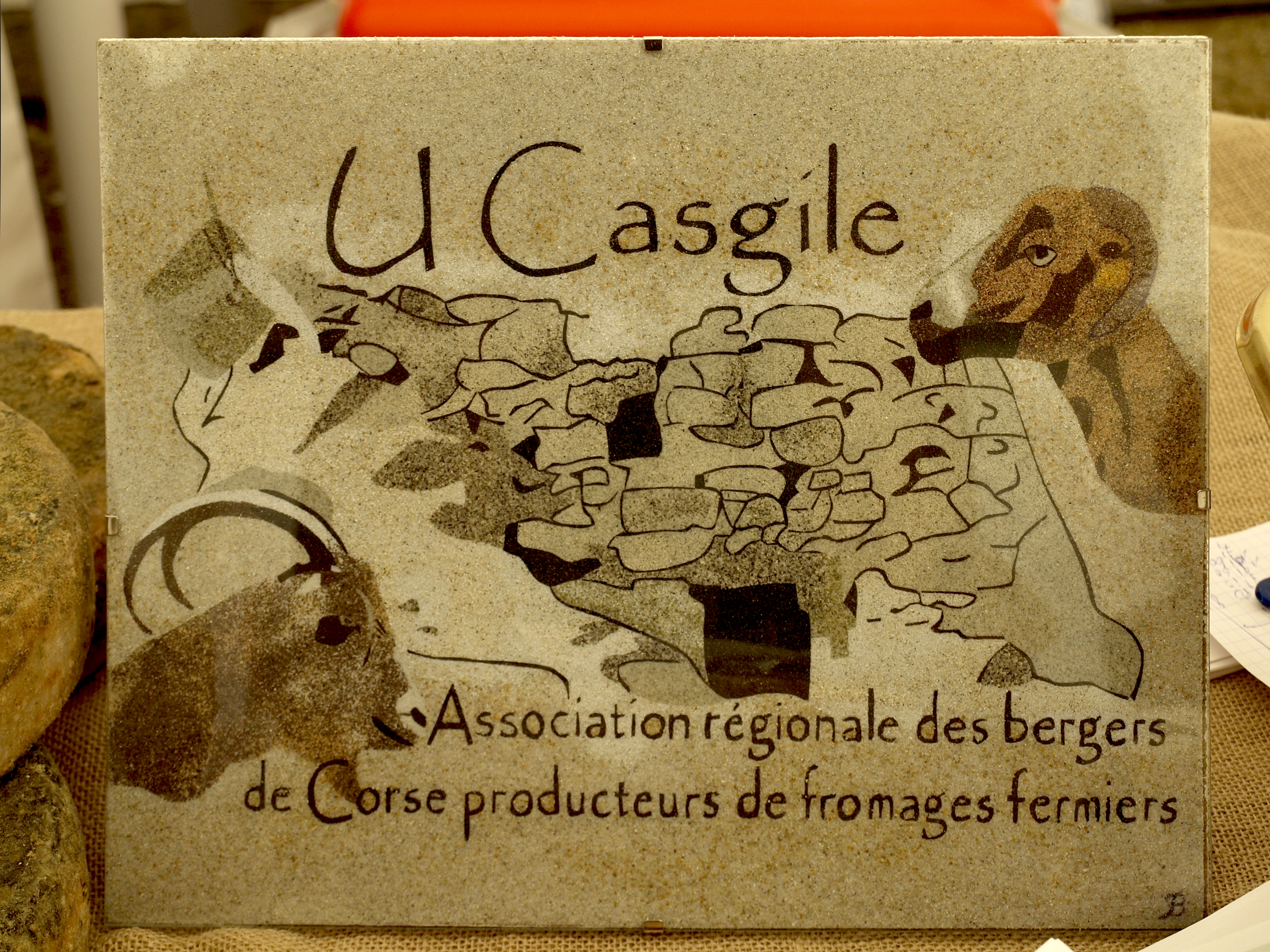
U Casgile

U Casgile est une association régionale pour la promotion et la défense de la production et des producteurs de fromages fermiers de Corse. Elle démarche pour l'identification des productions fromagères corses dans l'éventuelle protection des appellations fromagères corses par A.O.C..
L'association a son siège à 20224 Calacuccia.